# Daganang
Daganang (dżong. དར་དཀར་ན་རྫོང་ཁག་) – jeden z 20 dzongkhagów w Bhutanie. Znajduje się w południowej części kraju.